# Бірда (комуна)
Бірда (рум. Birda) — комуна у повіті Тіміш в Румунії. До складу комуни входять такі села (дані про населення за 2002 рік):
- Берекуца (206 осіб)
- Бірда (985 осіб)
- Минестіре (250 осіб)
- Синджордже (507 осіб)

Комуна розташована на відстані 390 км на захід від Бухареста, 37 км на південь від Тімішоари.

## Населення
У 2009 році у комуні проживали 1989 осіб.